# Sammy Miller
Samuel Hamilton "Sammy" Miller (Belfast, 11 november 1933) is een Brits voormalig motorcoureur en trialrijder. In 2009 werd hij benoemd tot Lid in de Orde van het Britse Rijk (MBE).

## Jeugd
Sammy Millers vader bezat een doe-het-zelfzaak in Belfast. Toen hij vijftien jaar was haalde Sammy Miller zijn rijbewijs en hij kocht een Francis-Barnett uit 1929 voor 20 pond. Hij had zijn moeder echter niet om toestemming gevraagd, maar overreede een tante die zeven kilometer verderop woonde om de motorfiets bij haar te mogen stallen. Als hij wilde rijden ging hij eerst met de tram naar zijn tante. Al in zijn jeugd had Sammy Miller een plakboek met krantenknipsels, artikelen en foto's van de racehelden uit die tijd. Hij bezocht de Ulster Grand Prix en juichte voor de Ierse coureurs, zoals Stanley Woods, Artie Bell, Ernie Lyons en de Noord-Ierse broers Cromie en Rex McCandless. Op een dag bezocht hij de raceshop van Artie Bell en Rex McCandless om hun handtekeningen te vragen. Hij vroeg Bell wat er nodig was op een topcoureur te worden. Bell antwoordde: "enthousiasme".

## Racecarrière
In 1951 reed hij zijn eerste wedstrijd, een grasbaanrace. Hij had intussen een nieuwe 150cc-New Imperial. De baan was nat en daardoor erg slecht, maar Miller kwam goed rond en hij ging zelfs aan de leiding tot zijn bougie smolt. Hij kon het probleem niet verhelpen want hij wist nog niets van de techniek van de motor. In 1954 won hij zijn eerste wegrace, de Cookstown 100, met een AJS 7R. 

### 1955
In het seizoen 1955 debuteerde hij in het wereldkampioenschap wegrace toen hij in de 250cc-race van zijn thuisrace, de Ulster Grand Prix, tweede werd achter John Surtees. Beiden reden met een productieracer, de NSU Sportmax, maar ze versloegen er de fabriekscoureurs van MV Agusta, Umberto Masetti en Bill Lomas mee. Hij reisde ook naar de Grand Prix des Nations in Monza, waar hij als derde finishte achter Carlo Ubbiali (MV Agusta) en Hans Baltisberger (NSU), maar vóór wereldkampioen Hermann Paul Müller (NSU). Met slechts twee gereden races eindigde Miller als zesde in het 250cc-wereldkampioenschap.

### 1956
In het seizoen 1956 reed hij drie WK-wedstrijden: In de TT van Man viel hij uit, in de Ulster Grand Prix werd hij tweede en in de GP des Nations zesde. Miller en Cecil Sandford zouden in Ulster de beschikking krijgen over de fabrieks-DKW RM 350, maar de machines waren niet betrouwbaar en toen er een stuk ging kon alleen Sandford starten. Miller won wel de North West 200 met zijn NSU. In het wereldkampioenschap eindigde hij als zevende. 

### 1957
In het seizoen 1957 werd hij opgenomen in het fabrieksteam van FB Mondial, samen met Cecil Sandford en Tarquinio Provini. Miller werd niet naar de Duitse Grand Prix gestuurd, maar hij won de 250cc-TT van Man bijna. In de laatste bocht, Governor's Bridge, viel hij. Hij kon wel verder rijden, maar werd slechts vijfde. In de 125cc-race werd hij vierde. In de TT van Assen werd hij derde in de 250cc-race en zesde in de 125cc-race. In de Belgische Grand Prix werd hij tweede voor teamgenoot Cecil Sandford, maar voor Sandford was dat genoeg om wereldkampioen te worden. In de Ulster Grand Prix viel hij uit in de 250cc-race en werd hij vijfde in de 125cc-race en in de GP des Nations werd hij in de 250cc-race vijfde en in de 125cc-race tweede. Hij sloot het wereldkampioenschap af als derde in de 250cc-klasse en als vierde in de 125cc-klasse. Op privébasis gebruikte hij nog steeds zijn NSU Sportmax, waarmee hij opnieuw de North West 200 won. 

### 1958
Miller zou in het seizoen 1958 zijn carrière bij Mondial voortzetten, maar eind 1957 besloten Mondial, Moto Guzzi, Gilera en MV Agusta gezamenlijk om uit de racerij te stappen omdat de kosten niet opwogen tegen de baten. Miller werd daardoor overbodig, en hij besloot zich te gaan richten op de trialsport. Desondanks verscheen hij op privébasis nog in enkele races, met een Ducati 125 Bialbero en een 250cc-CZ. Hij werd zesde in de 250cc-TT van Man en vierde in de 125cc-TT van Man. In de TT van Assen werd hij in beide klassen zevende. Hij won voor de derde keer op rij de 250cc-race van de North West 200, maar dat deed hij met zijn NSU Sportmax.

## Trial- en Endurocarrière
Miller begon zijn trialcarrière met het ontwikkelen van zijn eigen motorfiets, nummer GOV 132, op basis van een Ariel HT5. Hij maakte de machine vooral veel lichter en legde daarmee de basis voor zijn eerste successen. GOV 132 werd beroemd en staat tegenwoordig in het Sammy Miller Museum. Uiteindelijk won hij elf Britse titels in de trialsport. Hij won ook negen gouden medailles in de International Six Days Trial (ISDT), die later werd omgedoopt tot ISDE (International Six Days Enduro). Dit was echt een andere discipline, want bij trialwedstrijden ging het om techniek: hindernissen nemen zonder de voet aan de grond te zetten, terwijl het bij Enduro gaat om het zo snel mogelijk afleggen van een traject. In 1964 ging Sammy Miller samenwerken met het Spaanse merk Bultaco. Daar ging hij nieuwe trialmotoren met lichte tweetaktmotoren ontwikkelen. De eerste door Miller ontwikkelde machine was de Bultaco Sherpa T, die hij in twaalf dagen op de wielen zette. Hij wist meteen dat de motor goed was toen hij een trialsectie reed die hij met de Ariel trialmotor niet kon nemen. Later was Miller ook betrokken bij het merk Honda. In 1964 begon hij ook zijn eigen onderdelenhandel in New Milton. In een hoek stonden enkele van zijn oude racemotoren, die later de basis zouden vormen voor zijn museum. In 1965 stapte hij van de Ariel definitief over op de Bultaco tijdens de Scottish Six Days Trial. Op zaterdag won hij nog met de Ariel, op zondag won hij met de Bultaco. In de jaren zestig won hij de Scott Trial zes keer, twee keer met de Ariel en vier keer met de Bultaco. In 1968 en in 1970 werd hij Europees kampioen trialrijden met Bultaco. In 1970 werd Sammy Miller opgenomen in de AMA Hall of Fame. In 2007 verkocht hij zijn onderdelenhandel Sammy Miller Products.

## Sammy Miller Motorcycle Museum
Het verzamelen van motorfietsen begon toen Ray Venables GOV 132 kocht en op het punt stond deze machine door te verkopen naar de Verenigde Staten. Venables waarschuwde Miller dat hij de machine moest kopen om te voorkomen dat die het land zou verlaten. Miller kocht de machine en vervolgens ook zijn oude NSU Sportmax en zijn AJS 7R en vervolgens een Bultaco-trialmachine. Toen zijn schuur te klein werd begon hij een klein museum achter zijn motorzaak. In 1964 verhuisde hij zijn onderdelenhandel naar Bashley, ten noorden van New Milton, waar hij ook zijn museum kon uitbreiden. In 2015 bevatte het museum ruim 400 motorfietsen, waarvan er slechts vijf niet rijklaar waren (waaronder een geheel uit hout vervaardigde kopie van een Royal Enfield uit 1926). De collectie klassieke motorfietsen staat hoog aangeslagen en is een van de grootste en beste ter wereld. Ze omvat veel originele fabrieksracers en prototypen, vaak geschonken door motorcoureurs of fabrikanten. Daarnaast zijn er ook veel andere herinneringen te vinden, zoals meer dan 1.500 prijzen, certificaten etc. Een aantal motorfietsen maakte deel uit van de "Art of the Motorcycle" tentoonstelling van het Guggenheim Museum in New York in 1998. Toen het Sammy Miller Motorcycle Museum begon te groeien kreeg hij een aantal zeer zeldzame motorfietsen in zijn bezit, zoals een originiele AJS E90 Porcupine, de 1939 AJS V4 met waterkoeling en compressor van Walter Rusk, de Gilera 500 4C van Geoff Duke, een Verdel met stermotor en een Moto Guzzi V8. Motorfietsen die elke museumeigenaar in een vitrine zou zetten, maar Sammy demonstreerde ze regelmatig op de binnenplaats van het museum en reed er zelfs classic races mee. In classic races, vooral als het demonstratiewedstrijden zijn, rijden veel deelnemers eigenlijk alleen een soort defilé, bezorgd om het behoud van hun klassieke motorfiets, maar Sammy Miller racete er echt mee. Onder de prototypen, die nooit de productie haalden, zijn een Norton 350 F met liggende cilinder en een Norton Silver Fish te zien.

## Algemeen
Sammy Miller werd een van de beste trialrijders aller tijden. Zijn rijstijl werd omschreven als doordacht en precies. Hij werd in elf opeenvolgende jaren Brits trialkampioen en twee keer Europees kampioen. Hij won minstens 1.482 trialwedstrijden en negen gouden medailles in de International Six Days Trial. Een groot kenmerk van het karakter van Sammy Miller is zijn wil om zijn enthousiasme te delen. In de jaren zeventig nam hij deel aan grote trips die door Bultaco werden georganiseerd om de trialsport te promoten. Hij gaf clinics en demonstraties over de hele wereld, maar vooral in de Verenigde Staten. Honderden Amerikanen leerden de kunst van het trialrijden en daardoor kon de sport ook in Amerika groeien.
Sammy Miller is mecenas van de National Association for Bikers with a Disability (NABD). Hij nam in 2012 nog regelmatig deel aan classic races en classic trials.

## Wereldkampioenschap wegrace resultaten
| Jaar | Klasse | Team    | Motorfiets          | 1       | 2     | 3     | 4     | 5       | 6     | 7     | 8     | Punten | Plaats | Wereldkampioen                                           |
| ---- | ------ | ------- | ------------------- | ------- | ----- | ----- | ----- | ------- | ----- | ----- | ----- | ------ | ------ | -------------------------------------------------------- |
| 1955 | 250 cc | Privé   | NSU Sportmax        |         |       | IOM - | DUI - |         | NED - | ULS 2 | NAT 3 | 10     | 6e     | Hermann Paul Müller, NSU Sportmax                        |
| 1956 | 250 cc | Privé   | NSU Sportmax        | IOM DNF | NED - | BEL - | DUI - | ULS 2   | NAT 6 |       |       | 7      | 7e     | Carlo Ubbiali, MV Agusta 250 Monocilindrica Bialbero     |
| 1957 | 125 cc | Mondial | 125 Bialbero        | DUI -   | IOM 4 | NED 6 | BEL - | ULS 5   | NAT 2 |       |       | 12     | 4e     | Tarquinio Provini, Mondial 125 Bialbero                  |
| 1957 | 250 cc | Mondial | 250 Bialbero        | DUI -   | IOM 5 | NED 3 | BEL 2 | ULS DNF | NAT 5 |       |       | 13     | 3e     | Cecil Sandford, Mondial 250 Bialbero                     |
| 1958 | 125 cc | Privé   | Ducati 125 Bialbero | IOM 4   | NED 7 | BEL - | DUI - | ZWE -   | ULS - | NAT - |       | 3      | 11e    | Carlo Ubbiali, MV Agusta 125 Bialbero                    |
| 1958 | 250 cc | Privé   | CZ                  | IOM 6   | NED 7 |       | DUI - | ZWE -   | ULS - | NAT - |       | 1      | 18e    | Tarquinio Provini, MV Agusta 250 Monocilindrica Bialbero |